# Mauro Laus
Mauro Antonio Donato Laus (Lavello, 7 agosto 1966) è un politico e imprenditore italiano.
Dal 13 ottobre 2022 deputato alla Camera per il Partito Democratico, è stato presidente del Consiglio regionale del Piemonte dal 30 giugno 2014 al 10 aprile 2018 e senatore della Repubblica nella XVIII legislatura della Repubblica.

## Biografia
Dopo aver trascorso l'infanzia e l'adolescenza a Lavello, in provincia di Potenza, si trasferisce a Torino; è sposato e ha due figli.

### Attività imprenditoriale
È stato presidente della società cooperativa multiservizi Rear fino al 2014, anno in cui la gestione è passata ai familiari. La Rear si occupa principalmente di servizi di portierato e vigilanza presso musei, università ed altre società partecipate da enti pubblici.
Negli anni la cooperativa si è attirata numerose critiche per i bassi salari e le forme contrattuali riservate ai soci dipendenti. Tale gestione aziendale ha portato nel 2012 i registi Ken Loach ed Ettore Scola rispettivamente a rifiutare e restituire il Gran Premio Torino del Torino Film Festival, in segno di solidarietà verso i lavoratori precari operanti presso il Museo nazionale del cinema.

### Attività politica
Alle elezioni regionali in Piemonte del 2005 viene candidato nelle liste de La Margherita, a sostegno del candidato del centro-sinistra Mercedes Bresso, venendo eletto nella circoscrizione di Torino al Consiglio regionale del Piemonte. Viene rieletto consigliere regionale anche alle successive regionali del 2010, nelle liste del Partito Democratico.
Rieletto nuovamente consigliere anche alle regionali del 2014 nella coalizione del candidato del centro-sinistra Sergio Chiamparino, il 30 maggio 2014 viene eletto presidente del Consiglio regionale del Piemonte.

#### Elezioni in Parlamento
Alle elezioni politiche del 2018 viene candidato al Senato della Repubblica nel collegio uninominale Piemonte - 04 (Torino-Centro), sostenuto dalla coalizione dl centro-sinistra in quota PD, venendo eletto senatore. Nel corso della XVIII legislatura ha fatto parte della 11ª Commissione Lavoro pubblico e privato, previdenza sociale, di cui è stato capogruppo per il PD, della Commissione parlamentare d'inchiesta sul sistema bancario e finanziario, diventandone vicepresidente il 6 ottobre 2020, e sulle condizioni di lavoro in Italia, sullo sfruttamento e sulla sicurezza nei luoghi di lavoro pubblici e privati, di cui è stato capogruppo per il PD.
In vista delle elezioni primarie del PD del 2019 sostiene la mozione del segretario uscente Maurizio Martina, ex ministro delle politiche agricole nei governi Renzi e Gentiloni e rappresentante l'area "filo-renziana" del partito, che risulterà perdente arrivando secondo con il 22% dei voti dietro a Nicola Zingaretti (66%).
Alle elezioni politiche anticipate del 2022 viene candidato alla Camera dei deputati in seconda posizione nel collegio plurinominale Piemonte 1 - 01, risultando eletto.

## Controversie

### Sessismo
A novembre 2018, nel corso di un dibattito parlamentare al Senato, ha invitato la senatrice del Movimento 5 Stelle Alessandra Maiorino a "tornarsene in cucina", attirandosi critiche e accuse bipartisan di sessismo.

### Indagine per malversazione
A maggio 2023 Laus è stato iscritto nel registro degli indagati con l'ipotesi di truffa e malversazione a danno dello Stato per condotte inerenti alla gestione dei pagamenti pubblici per servizi erogati dalla Rear, all'epoca della sua presidenza societaria. Per la stessa vicenda sono risultati sotto indagine anche Domenico Carretta, assessore allo sport e ai grandi eventi della giunta comunale di Stefano Lo Russo, e Maria Grazia Grippo, presidente pro tempore del consiglio comunale di Torino.
L'ispezione straordinaria, disposta dal MIMIT a seguito dell'avvio d'indagine, ha condotto nel settembre 2023 al commissariamento della cooperativa.